# Verbesina pinnatifida
Verbesina pinnatifida là một loài thực vật có hoa trong họ Cúc. Loài này được Sw. miêu tả khoa học đầu tiên năm 1788.